# 2345 Fučik
2345 Fučik là một tiểu hành tinh vành đai chính với chu kỳ quỹ đạo là 1913.2713054 ngày (5.24 năm).
Nó được phát hiện ngày 25 tháng 7 năm 1974.